# 1191
Portal Geschichte | Portal Biografien | Aktuelle Ereignisse | Jahreskalender | Tagesartikel

◄ |
11. Jahrhundert |
12. Jahrhundert
| 13. Jahrhundert | ►

◄ |
1160er |
1170er |
1180er |
1190er
| 1200er | 1210er | 1220er | ►

◄◄ |
◄ |
1187 |
1188 |
1189 |
1190 |
1191
| 1192 | 1193 | 1194 | 1195 | ► | ►►
Staatsoberhäupter  · Nekrolog
| Januar | Januar | Januar | Januar | Januar | Januar | Januar | Januar |
| Kw     | Mo     | Di     | Mi     | Do     | Fr     | Sa     | So     |
| ------ | ------ | ------ | ------ | ------ | ------ | ------ | ------ |
| 1      |        | 1      | 2      | 3      | 4      | 5      | 6      |
| 2      | 7      | 8      | 9      | 10     | 11     | 12     | 13     |
| 3      | 14     | 15     | 16     | 17     | 18     | 19     | 20     |
| 4      | 21     | 22     | 23     | 24     | 25     | 26     | 27     |
| 5      | 28     | 29     | 30     | 31     |        |        |        |

| Februar | Februar | Februar | Februar | Februar | Februar | Februar | Februar |
| Kw      | Mo      | Di      | Mi      | Do      | Fr      | Sa      | So      |
| ------- | ------- | ------- | ------- | ------- | ------- | ------- | ------- |
| 5       |         |         |         |         | 1       | 2       | 3       |
| 6       | 4       | 5       | 6       | 7       | 8       | 9       | 10      |
| 7       | 11      | 12      | 13      | 14      | 15      | 16      | 17      |
| 8       | 18      | 19      | 20      | 21      | 22      | 23      | 24      |
| 9       | 25      | 26      | 27      | 28      |         |         |         |

| März | März | März | März | März | März | März | März |
| Kw   | Mo   | Di   | Mi   | Do   | Fr   | Sa   | So   |
| ---- | ---- | ---- | ---- | ---- | ---- | ---- | ---- |
| 9    |      |      |      |      | 1    | 2    | 3    |
| 10   | 4    | 5    | 6    | 7    | 8    | 9    | 10   |
| 11   | 11   | 12   | 13   | 14   | 15   | 16   | 17   |
| 12   | 18   | 19   | 20   | 21   | 22   | 23   | 24   |
| 13   | 25   | 26   | 27   | 28   | 29   | 30   | 31   |

| April | April | April | April | April | April | April | April |
| Kw    | Mo    | Di    | Mi    | Do    | Fr    | Sa    | So    |
| ----- | ----- | ----- | ----- | ----- | ----- | ----- | ----- |
| 14    | 1     | 2     | 3     | 4     | 5     | 6     | 7     |
| 15    | 8     | 9     | 10    | 11    | 12    | 13    | 14    |
| 16    | 15    | 16    | 17    | 18    | 19    | 20    | 21    |
| 17    | 22    | 23    | 24    | 25    | 26    | 27    | 28    |
| 18    | 29    | 30    |       |       |       |       |       |

| Mai | Mai | Mai | Mai | Mai | Mai | Mai | Mai |
| Kw  | Mo  | Di  | Mi  | Do  | Fr  | Sa  | So  |
| 18  |     |     | 1   | 2   | 3   | 4   | 5   |
| 19  | 6   | 7   | 8   | 9   | 10  | 11  | 12  |
| 20  | 13  | 14  | 15  | 16  | 17  | 18  | 19  |
| 21  | 20  | 21  | 22  | 23  | 24  | 25  | 26  |
| 22  | 27  | 28  | 29  | 30  | 31  |     |     |
| --- | --- | --- | --- | --- | --- | --- | --- |

| Juni | Juni | Juni | Juni | Juni | Juni | Juni | Juni |
| Kw   | Mo   | Di   | Mi   | Do   | Fr   | Sa   | So   |
| ---- | ---- | ---- | ---- | ---- | ---- | ---- | ---- |
| 22   |      |      |      |      |      | 1    | 2    |
| 23   | 3    | 4    | 5    | 6    | 7    | 8    | 9    |
| 24   | 10   | 11   | 12   | 13   | 14   | 15   | 16   |
| 25   | 17   | 18   | 19   | 20   | 21   | 22   | 23   |
| 26   | 24   | 25   | 26   | 27   | 28   | 29   | 30   |

| Juli | Juli | Juli | Juli | Juli | Juli | Juli | Juli |
| Kw   | Mo   | Di   | Mi   | Do   | Fr   | Sa   | So   |
| ---- | ---- | ---- | ---- | ---- | ---- | ---- | ---- |
| 27   | 1    | 2    | 3    | 4    | 5    | 6    | 7    |
| 28   | 8    | 9    | 10   | 11   | 12   | 13   | 14   |
| 29   | 15   | 16   | 17   | 18   | 19   | 20   | 21   |
| 30   | 22   | 23   | 24   | 25   | 26   | 27   | 28   |
| 31   | 29   | 30   | 31   |      |      |      |      |

| August | August | August | August | August | August | August | August |
| Kw     | Mo     | Di     | Mi     | Do     | Fr     | Sa     | So     |
| ------ | ------ | ------ | ------ | ------ | ------ | ------ | ------ |
| 31     |        |        |        | 1      | 2      | 3      | 4      |
| 32     | 5      | 6      | 7      | 8      | 9      | 10     | 11     |
| 33     | 12     | 13     | 14     | 15     | 16     | 17     | 18     |
| 34     | 19     | 20     | 21     | 22     | 23     | 24     | 25     |
| 35     | 26     | 27     | 28     | 29     | 30     | 31     |        |

| September | September | September | September | September | September | September | September |
| Kw        | Mo        | Di        | Mi        | Do        | Fr        | Sa        | So        |
| --------- | --------- | --------- | --------- | --------- | --------- | --------- | --------- |
| 35        |           |           |           |           |           |           | 1         |
| 36        | 2         | 3         | 4         | 5         | 6         | 7         | 8         |
| 37        | 9         | 10        | 11        | 12        | 13        | 14        | 15        |
| 38        | 16        | 17        | 18        | 19        | 20        | 21        | 22        |
| 39        | 23        | 24        | 25        | 26        | 27        | 28        | 29        |
| 40        | 30        |           |           |           |           |           |           |

| Oktober | Oktober | Oktober | Oktober | Oktober | Oktober | Oktober | Oktober |
| Kw      | Mo      | Di      | Mi      | Do      | Fr      | Sa      | So      |
| ------- | ------- | ------- | ------- | ------- | ------- | ------- | ------- |
| 40      |         | 1       | 2       | 3       | 4       | 5       | 6       |
| 41      | 7       | 8       | 9       | 10      | 11      | 12      | 13      |
| 42      | 14      | 15      | 16      | 17      | 18      | 19      | 20      |
| 43      | 21      | 22      | 23      | 24      | 25      | 26      | 27      |
| 44      | 28      | 29      | 30      | 31      |         |         |         |

| November | November | November | November | November | November | November | November |
| Kw       | Mo       | Di       | Mi       | Do       | Fr       | Sa       | So       |
| -------- | -------- | -------- | -------- | -------- | -------- | -------- | -------- |
| 44       |          |          |          |          | 1        | 2        | 3        |
| 45       | 4        | 5        | 6        | 7        | 8        | 9        | 10       |
| 46       | 11       | 12       | 13       | 14       | 15       | 16       | 17       |
| 47       | 18       | 19       | 20       | 21       | 22       | 23       | 24       |
| 48       | 25       | 26       | 27       | 28       | 29       | 30       |          |

| Dezember | Dezember | Dezember | Dezember | Dezember | Dezember | Dezember | Dezember |
| Kw       | Mo       | Di       | Mi       | Do       | Fr       | Sa       | So       |
| -------- | -------- | -------- | -------- | -------- | -------- | -------- | -------- |
| 48       |          |          |          |          |          |          | 1        |
| 49       | 2        | 3        | 4        | 5        | 6        | 7        | 8        |
| 50       | 9        | 10       | 11       | 12       | 13       | 14       | 15       |
| 51       | 16       | 17       | 18       | 19       | 20       | 21       | 22       |
| 52       | 23       | 24       | 25       | 26       | 27       | 28       | 29       |
| 1        | 30       | 31       |          |          |          |          |          |

| Januar | Januar | Januar | Januar | Januar | Januar | Januar | Januar |
| Kw     | Mo     | Di     | Mi     | Do     | Fr     | Sa     | So     |
| ------ | ------ | ------ | ------ | ------ | ------ | ------ | ------ |
| 1      |        | 1      | 2      | 3      | 4      | 5      | 6      |
| 2      | 7      | 8      | 9      | 10     | 11     | 12     | 13     |
| 3      | 14     | 15     | 16     | 17     | 18     | 19     | 20     |
| 4      | 21     | 22     | 23     | 24     | 25     | 26     | 27     |
| 5      | 28     | 29     | 30     | 31     |        |        |        |

| Februar | Februar | Februar | Februar | Februar | Februar | Februar | Februar |
| Kw      | Mo      | Di      | Mi      | Do      | Fr      | Sa      | So      |
| ------- | ------- | ------- | ------- | ------- | ------- | ------- | ------- |
| 5       |         |         |         |         | 1       | 2       | 3       |
| 6       | 4       | 5       | 6       | 7       | 8       | 9       | 10      |
| 7       | 11      | 12      | 13      | 14      | 15      | 16      | 17      |
| 8       | 18      | 19      | 20      | 21      | 22      | 23      | 24      |
| 9       | 25      | 26      | 27      | 28      |         |         |         |

| März | März | März | März | März | März | März | März |
| Kw   | Mo   | Di   | Mi   | Do   | Fr   | Sa   | So   |
| ---- | ---- | ---- | ---- | ---- | ---- | ---- | ---- |
| 9    |      |      |      |      | 1    | 2    | 3    |
| 10   | 4    | 5    | 6    | 7    | 8    | 9    | 10   |
| 11   | 11   | 12   | 13   | 14   | 15   | 16   | 17   |
| 12   | 18   | 19   | 20   | 21   | 22   | 23   | 24   |
| 13   | 25   | 26   | 27   | 28   | 29   | 30   | 31   |

| April | April | April | April | April | April | April | April |
| Kw    | Mo    | Di    | Mi    | Do    | Fr    | Sa    | So    |
| ----- | ----- | ----- | ----- | ----- | ----- | ----- | ----- |
| 14    | 1     | 2     | 3     | 4     | 5     | 6     | 7     |
| 15    | 8     | 9     | 10    | 11    | 12    | 13    | 14    |
| 16    | 15    | 16    | 17    | 18    | 19    | 20    | 21    |
| 17    | 22    | 23    | 24    | 25    | 26    | 27    | 28    |
| 18    | 29    | 30    |       |       |       |       |       |

| Mai | Mai | Mai | Mai | Mai | Mai | Mai | Mai |
| Kw  | Mo  | Di  | Mi  | Do  | Fr  | Sa  | So  |
| 18  |     |     | 1   | 2   | 3   | 4   | 5   |
| 19  | 6   | 7   | 8   | 9   | 10  | 11  | 12  |
| 20  | 13  | 14  | 15  | 16  | 17  | 18  | 19  |
| 21  | 20  | 21  | 22  | 23  | 24  | 25  | 26  |
| 22  | 27  | 28  | 29  | 30  | 31  |     |     |
| --- | --- | --- | --- | --- | --- | --- | --- |

| Juni | Juni | Juni | Juni | Juni | Juni | Juni | Juni |
| Kw   | Mo   | Di   | Mi   | Do   | Fr   | Sa   | So   |
| ---- | ---- | ---- | ---- | ---- | ---- | ---- | ---- |
| 22   |      |      |      |      |      | 1    | 2    |
| 23   | 3    | 4    | 5    | 6    | 7    | 8    | 9    |
| 24   | 10   | 11   | 12   | 13   | 14   | 15   | 16   |
| 25   | 17   | 18   | 19   | 20   | 21   | 22   | 23   |
| 26   | 24   | 25   | 26   | 27   | 28   | 29   | 30   |

| Juli | Juli | Juli | Juli | Juli | Juli | Juli | Juli |
| Kw   | Mo   | Di   | Mi   | Do   | Fr   | Sa   | So   |
| ---- | ---- | ---- | ---- | ---- | ---- | ---- | ---- |
| 27   | 1    | 2    | 3    | 4    | 5    | 6    | 7    |
| 28   | 8    | 9    | 10   | 11   | 12   | 13   | 14   |
| 29   | 15   | 16   | 17   | 18   | 19   | 20   | 21   |
| 30   | 22   | 23   | 24   | 25   | 26   | 27   | 28   |
| 31   | 29   | 30   | 31   |      |      |      |      |

| August | August | August | August | August | August | August | August |
| Kw     | Mo     | Di     | Mi     | Do     | Fr     | Sa     | So     |
| ------ | ------ | ------ | ------ | ------ | ------ | ------ | ------ |
| 31     |        |        |        | 1      | 2      | 3      | 4      |
| 32     | 5      | 6      | 7      | 8      | 9      | 10     | 11     |
| 33     | 12     | 13     | 14     | 15     | 16     | 17     | 18     |
| 34     | 19     | 20     | 21     | 22     | 23     | 24     | 25     |
| 35     | 26     | 27     | 28     | 29     | 30     | 31     |        |

| September | September | September | September | September | September | September | September |
| Kw        | Mo        | Di        | Mi        | Do        | Fr        | Sa        | So        |
| --------- | --------- | --------- | --------- | --------- | --------- | --------- | --------- |
| 35        |           |           |           |           |           |           | 1         |
| 36        | 2         | 3         | 4         | 5         | 6         | 7         | 8         |
| 37        | 9         | 10        | 11        | 12        | 13        | 14        | 15        |
| 38        | 16        | 17        | 18        | 19        | 20        | 21        | 22        |
| 39        | 23        | 24        | 25        | 26        | 27        | 28        | 29        |
| 40        | 30        |           |           |           |           |           |           |

| Oktober | Oktober | Oktober | Oktober | Oktober | Oktober | Oktober | Oktober |
| Kw      | Mo      | Di      | Mi      | Do      | Fr      | Sa      | So      |
| ------- | ------- | ------- | ------- | ------- | ------- | ------- | ------- |
| 40      |         | 1       | 2       | 3       | 4       | 5       | 6       |
| 41      | 7       | 8       | 9       | 10      | 11      | 12      | 13      |
| 42      | 14      | 15      | 16      | 17      | 18      | 19      | 20      |
| 43      | 21      | 22      | 23      | 24      | 25      | 26      | 27      |
| 44      | 28      | 29      | 30      | 31      |         |         |         |

| November | November | November | November | November | November | November | November |
| Kw       | Mo       | Di       | Mi       | Do       | Fr       | Sa       | So       |
| -------- | -------- | -------- | -------- | -------- | -------- | -------- | -------- |
| 44       |          |          |          |          | 1        | 2        | 3        |
| 45       | 4        | 5        | 6        | 7        | 8        | 9        | 10       |
| 46       | 11       | 12       | 13       | 14       | 15       | 16       | 17       |
| 47       | 18       | 19       | 20       | 21       | 22       | 23       | 24       |
| 48       | 25       | 26       | 27       | 28       | 29       | 30       |          |

| Dezember | Dezember | Dezember | Dezember | Dezember | Dezember | Dezember | Dezember |
| Kw       | Mo       | Di       | Mi       | Do       | Fr       | Sa       | So       |
| -------- | -------- | -------- | -------- | -------- | -------- | -------- | -------- |
| 48       |          |          |          |          |          |          | 1        |
| 49       | 2        | 3        | 4        | 5        | 6        | 7        | 8        |
| 50       | 9        | 10       | 11       | 12       | 13       | 14       | 15       |
| 51       | 16       | 17       | 18       | 19       | 20       | 21       | 22       |
| 52       | 23       | 24       | 25       | 26       | 27       | 28       | 29       |
| 1        | 30       | 31       |          |          |          |          |          |

## Ereignisse

### Politik und Weltgeschehen

#### Dritter Kreuzzug
- 20. April: Dritter Kreuzzug: König Philipp II. von Frankreich erreicht mit seinem Heer Akkon, wo über den Winter Seuchen ausgebrochen sind, denen zahlreiche Kreuzfahrer zum Opfer gefallen sind, unter ihnen auch Barbarossas Sohn Friedrich VI. von Schwaben.

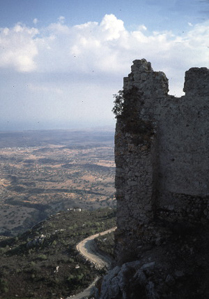
Die Burg von Kantara

- 6. Mai: Der englische König Richard Löwenherz landet auf dem Weg ins Heilige Land mit seiner Flotte im Hafen von Lemesos auf Zypern und heiratet dort am 12. Mai seine Braut Berengaria von Navarra.
- Als Isaak Komnenos vor Lemesos eintrifft, verlangt Richard seine Abdankung als Kaiser von Zypern. Isaak weist das zurück, muss aber erkennen, dass seine Truppen dem anglonormannischen Invasionsheer unterlegen sind. Er beschließt daraufhin, von seinen Festungen im Pentadaktylos und hier insbesondere von Kantara aus Widerstand zu leisten. Richard setzt Isaaks Truppen mit einem Ritterheer nach und schlägt diese bei Tremetusia. Dabei wird er nicht nur von den wenigen Katholiken der Insel Zypern, sondern vor allem von den vornehmen Familien unterstützt, die in den vergangenen sieben Jahren unter der Herrschaft Isaaks zu leiden hatten. Nach der Belagerung der Burg von Kantara wird Isaak Komnenos gefangengesetzt und den Johannitern übergeben, die ihn in der Burg Margat im Norden der Grafschaft Tripolis gefangensetzen.
- 8. Juni: Richard Löwenherz’ Heer erreicht Akkon.
- 12. Juli: Mit Hilfe der Heere des dritten Kreuzzugs gelingt nach zweijähriger Belagerung die Rückeroberung Akkons durch die Kreuzfahrer. Herzog Leopold V. von Österreich, der Anführer des deutschen Kontingents, reist wenig später – angeblich nach einem heftigen Streit mit Richard Löwenherz – ab.
- August: König Philipp II. von Frankreich verlässt das Heilige Land.
- 7. September: Richard Löwenherz schlägt das Heer Saladins in der Schlacht von Arsuf und zerstört damit bei den Sarazenen die Legende von dessen Unbesiegbarkeit. Seine Truppen wagen es fortan nicht mehr, die Kreuzfahrer in offener Feldschlacht anzugreifen, sodass Richards Truppen ungehindert weiter vorrücken können. Am 10. September erobert Richard Löwenherz kampflos Jaffa und beginnt mit den Vorbereitungen für einen Angriff auf Jerusalem.

Großmeisterwappen Roberts de Sablé

- Nach seiner Ankunft in Palästina tritt Robert de Sablé dem Templerorden bei. Noch im gleichen Jahr wird er zum Großmeister gewählt, ein Amt, das seit dem Tod von Gérard de Ridefort 1189 vakant war.

#### Heiliges Römisches Reich
- 15. April: Papst Coelestin III. krönt in Rom Heinrich VI. zum römisch-deutschen Kaiser und Konstanze von Sizilien zur Kaiserin. Anschließend zieht Heinrichs Heer weiter nach Apulien.
- Mai: Auf seinem Italienzug beginnt Heinrichs Heer mit der Belagerung Neapels, die aber wegen des Ausbruchs von Seuchen im August abgebrochen werden muss.
- Bei einem Aufstand in Salerno gerät Konstanze von Sizilien in die Gefangenschaft Tankred von Lecces.

#### Flandern
- Oktober: Im Vertrag von Arras einigen sich Graf Balduin VIII. von Flandern und König Philipp II. von Frankreich sowie Theresa von Portugal, die Witwe des im Heiligen Land auf Kreuzzug verstorbenen Philipp von Flandern, hinsichtlich des Erbes der Grafschaft Flandern. Balduin gibt Teile des Erbes ab, wird aber andererseits gemeinsam mit seiner Frau Margarete, Philipps Schwester, als rechtmäßiger Herrscher über Flandern anerkannt.

#### Stadtgründungen und urkundliche Ersterwähnungen

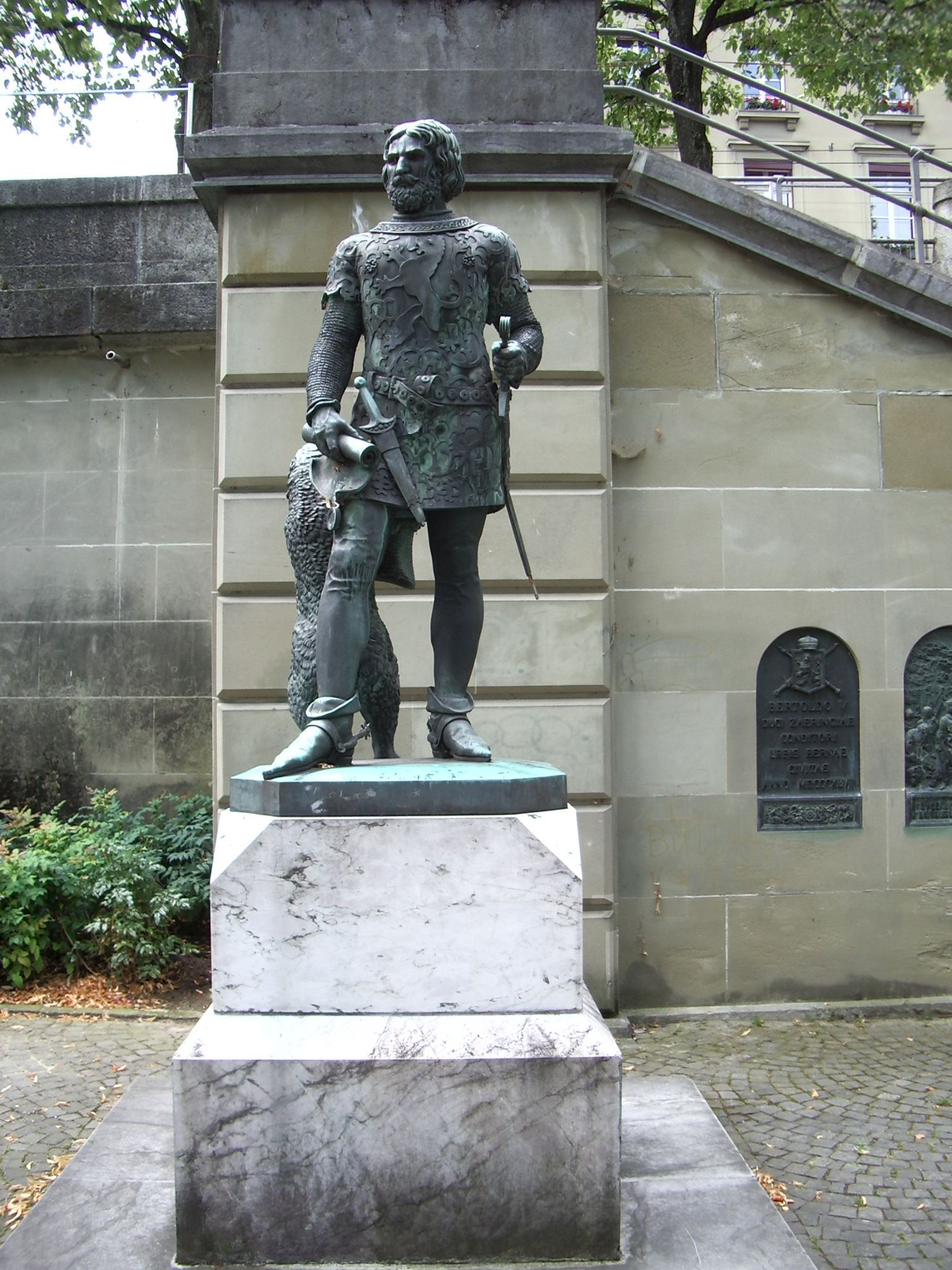
Berthold V. in der Darstellung des Berner Zähringerdenkmals

- Geschichte der Stadt Bern: Herzog Berchthold V. von Zähringen gründet die Stadt Bern und baut sie zu seinem Herrschaftszentrum aus.
- Die Orte Alsdorf, Gomaringen, Hirschau, Mainwangen, Peseux NE und Villiers werden erstmals urkundlich erwähnt.

### Religion
- 21. März: Giacinto Boboni-Orsini wird bei der Papstwahl 1191 zum Papst gewählt und nimmt den Namen Coelestin III. an.
- 12. Juni: Eberhard von Rohrdorf wird im Alter von 30 Jahren einstimmig zum Abt des Zisterzienser-Klosters Salem gewählt.
- Bruno III. von Berg wird als Nachfolger des am 13. August gestorbenen Philipp I. von Heinsberg Erzbischof von Köln.

## Geboren
- Peter Mauclerc, Herzog von Bretagne, Earl of Richmond († 1250)
- um 1191: Tolui-Noyon, vierter Sohn Dschingis Khans († 1232)

## Gestorben

### Erstes Halbjahr
- 14. Januar: Berno, erster Bischof von Schwerin und Apostel der Abodriten
- 20. Januar: Friedrich VI., Herzog von Schwaben, ein Anführer des Dritten Kreuzzugs (* 1167)
- 26. März: Agnes von Loon, Herzogin von Bayern und Pfalzgräfin von Wittelsbach (* um 1150)
- 1. Juni: John the Chanter, englischer Geistlicher
- 1. Juni: Philipp I., Graf von Flandern und Kreuzritter
- 30. Juni: Johann I., Graf von Ponthieu und Kreuzritter

### Zweites Halbjahr
- 3. Juli: Albéric Clément, Herr von Mez, Marschall von Frankreich und Kreuzfahrer (* um 1165)
- 7. Juli: Johann I. von Arcis, Kreuzritter
- 7. Juli: Judith von Schwaben, Landgräfin von Thüringen (* um 1133)
- 27. Juli: Rotrou IV., Graf von Le Perche und Kreuzritter
- 3. August: al-Kāsānī, islamischer Rechtsgelehrter
- 5. August: Rudolf von Zähringen, Erzbischof von Mainz und Bischof von Lüttich (* um 1135)
- 13. August: Philipp I. von Heinsberg, Erzbischof von Köln und Erzkanzler von Italien (* um 1130)
- 7. September: Jakob von Avesnes, Herr von Avesnes und Kreuzritter
- 9. September: Konrad III. Otto, Markgraf von Mähren und Herzog von Böhmen (* um 1135)
- 15. Oktober: Rudolf I., Herr von Creil und Graf von Clermont-en-Beauvaisis
- 15. Dezember: Welf VI., Markgraf von Tuszien, Herzog von Spoleto; Stifter des Klosters Steingaden (* 1115)
- 25. Dezember: Reginald fitz Jocelin, englischer Prälat (* um 1140)

### Genaues Todesdatum unbekannt
- März/April: Clemens III., Papst
- Juni: Richard de Camville, englischer Baron und kurzzeitiger Regent von Zypern
- November: Raoul I. de Coucy, Kreuzritter
- Adam I. de Beaumont, Großkämmerer von Frankreich
- Anséric II. von Montréal, Kreuzritter
- Erhard I. von Chacenay, Kreuzritter
- Gruffydd Maelor I, walisischer Fürst
- Guido III., Herr von Châtillon und Kreuzritter
- Hellin de Wavrin, Seneschall von Flandern und Kreuzritter
- Heraclius von Caesarea, Erzbischof von Caesarea und Lateinischer Patriarch von Jerusalem
- Hugo V., Vizegraf von Châteaudun und Kreuzritter
- Mór Ní Tuathail, irische Adlige und Königin von Leinster (* um 1114)
- Robert I. de Boves, Kreuzritter
- Robert V., Herr von Béthune und Kreuzritter
- Roger de Wavrin, Bischof von Cambrai
- Ruprecht III., Graf von Nassau und Kreuzritter
- Schihab ad-Din Yahya Suhrawardi, islamischer Mystiker (* 1154)
- Siegfried I., Bischof von Cammin
- Theobald V., Graf von Blois und Kreuzritter
- Wilhelm V., Markgraf von Montferrat und Kreuzritter